# Konståret 2009

## Händelser

### Maj
- 1 maj - Marianne Lindberg De Geer utses till Årets konstnär av Aftonbladets kulturredaktion.

## Priser och utmärkelser
- Prins Eugen-medaljen tilldelas Lars Olof Loeld, skulptör, Mats Edblom, arkitekt, Karin Mamma Andersson, konstnär, Louise Campbell, dansk formgivare, och Nina Roos, finsk konstnär
- Skulptörförbundets Sergelstipendium tilldelas Kajsa Mattas
- Det engelska Turnerpriset tilldelas Richard Wright
- Solomon R. Guggenheim Museum håller Rob Pruitts första årliga konstpris i New York, USA.[1]

## Utställningar
- Göteborg Say Colour & Art (20 april – 29 juni)
- Venedigbiennalen (7 juni – 22 november)
- Göteborgs Internationella Konstbiennal (5 september – 15 november)

## Avlidna
- 10 januari - Coosje van Bruggen, 66, nederländsk konstnär och skulptör.
- 15 januari - Carl-Arne Breger, 85, svensk konstnär, formgivare och industridesigner.
- 16 januari - Andrew Wyeth, 91,  amerikansk målare.
- 23 februari
  - Tuulikki Pietilä, 92, finländsk illustratör och professor i grafisk konst.
  - Sverre Fehn, 84, norsk arkitekt.

### Fotnoter
1. ↑  Rob Pruitt and the Guggenheim Launch an Awards Show